# Ілдаркіно
Ілда́ркіно (рос. Илдаркино, марій. Илдар) — присілок у складі Гірськомарійського району Марій Ел, Росія. Входить до складу Пайгусовського сільського поселення.

## Населення
Населення — 40 осіб (2010; 45 у 2002).
Національний склад (станом на 2002 рік):
- гірські марійці — 98 %